# Ron Veale
Pour les articles homonymes, voir Veale.
Ron Stuart Veale, né en 1945, est un juriste et homme politique canadien.

## Biographie
Il a représenté la circonscription électorale de Riverdale-Sud à l'Assemblée législative du Yukon de 1981 à 1982. Il était membre du Parti libéral du Yukon et le chef de ce parti de 1981 à 1984. Au cours de sa chefferie, le parti a été complètement éliminé de l'assemblée législative lors des élections de 1982. Après sa carrière politique, Ron Veale est retourné à sa carrière d'avocat. Il a été nommé juge à la Cour suprême du Yukon.

## Annexe